# Lista över fornlämningar i Uppsala kommun (Stavby)
Lista över fornlämningar i Uppsala kommun (Stavby) är en förteckning av ett urval av de fornlämningar som finns i Stavby i Uppsala kommun.
| Namn                     | Lämningstyp                      | Tillkomsttid | Historisk indelning | Plats | Läge                 | ID-nr          | Bild                                      |
| ------------------------ | -------------------------------- | ------------ | ------------------- | ----- | -------------------- | -------------- | ----------------------------------------- |
| Stavby 2:1               | Gravfält                         |              | Stavby, Uppland     |       | 59.965433, 17.994724 | 10027000020001 | Ladda upp en bild av detta fornminne      |
| Stavby 4:1               | Gravfält                         |              | Stavby, Uppland     |       | 59.973574, 17.981873 | 10027000040001 | Ladda upp en bild av detta fornminne      |
| Stavby 5:1               | Stensättning                     |              | Stavby, Uppland     |       | 59.954105, 17.973537 | 10027000050001 | Ladda upp en bild av detta fornminne      |
| Stavby 5:2               | Stensättning                     |              | Stavby, Uppland     |       | 59.954137, 17.973775 | 10027000050002 | Ladda upp en bild av detta fornminne      |
| Stavby 6:1               | Gravfält                         |              | Stavby, Uppland     |       | 59.973483, 17.974148 | 10027000060001 | Ladda upp en bild av detta fornminne      |
| Stavby 8:1               | Röse                             |              | Stavby, Uppland     |       | 59.982906, 17.938101 | 10027000080001 | Ladda upp en bild av detta fornminne      |
| Stavby 8:2               | Röse                             |              | Stavby, Uppland     |       | 59.982782, 17.938130 | 10027000080002 | Ladda upp en bild av detta fornminne      |
| Stavby 9:1               | Stensättning                     |              | Stavby, Uppland     |       | 59.974509, 17.978144 | 10027000090001 | Ladda upp en bild av detta fornminne      |
| Stavby 10:1              | Gravfält                         |              | Stavby, Uppland     |       | 59.975647, 17.976556 | 10027000100001 | Ladda upp en bild av detta fornminne      |
| Stavby 11:1              | Röse                             |              | Stavby, Uppland     |       | 59.979334, 17.969010 | 10027000110001 | Ladda upp en bild av detta fornminne      |
| Stavby 12:1              | Gravfält                         |              | Stavby, Uppland     |       | 59.984805, 17.967701 | 10027000120001 | Ladda upp en bild av detta fornminne      |
| Stavby 13:1              | Gravfält                         |              | Stavby, Uppland     |       | 59.985307, 17.976075 | 10027000130001 | Ladda upp en bild av detta fornminne      |
| Stavby 14:1              | Röse                             |              | Stavby, Uppland     |       | 59.988031, 17.972767 | 10027000140001 | Ladda upp en bild av detta fornminne      |
| Stavby 14:2              | Röse                             |              | Stavby, Uppland     |       | 59.987998, 17.972468 | 10027000140002 | Ladda upp en bild av detta fornminne      |
| Stavby 15:1              | Röse                             |              | Stavby, Uppland     |       | 59.991068, 17.961397 | 10027000150001 | Ladda upp en bild av detta fornminne      |
| Stavby 16:1              | Gravfält                         |              | Stavby, Uppland     |       | 59.990074, 17.959264 | 10027000160001 | Ladda upp en bild av detta fornminne      |
| Stavby 17:1              | Stensättning                     |              | Stavby, Uppland     |       | 59.994533, 17.968415 | 10027000170001 | Ladda upp en bild av detta fornminne      |
| Stavby 18:1              | Stensättning                     |              | Stavby, Uppland     |       | 59.995097, 17.969777 | 10027000180001 | Ladda upp en bild av detta fornminne      |
| Stavby 19:1              | Stensättning                     |              | Stavby, Uppland     |       | 59.994343, 17.972535 | 10027000190001 | Ladda upp en bild av detta fornminne      |
| Stavby 20:1              | Stensättning                     |              | Stavby, Uppland     |       | 59.994224, 17.973339 | 10027000200001 | Ladda upp en bild av detta fornminne      |
| Stavby 21:1              | Gravfält                         |              | Stavby, Uppland     |       | 59.994149, 17.980455 | 10027000210001 | Ladda upp en bild av detta fornminne      |
| Stavby 23:1              | Gravfält                         |              | Stavby, Uppland     |       | 59.997713, 17.963857 | 10027000230001 | Ladda upp en bild av detta fornminne      |
| Stavby 24:1              | Stensättning                     |              | Stavby, Uppland     |       | 59.998098, 17.970224 | 10027000240001 | Ladda upp en bild av detta fornminne      |
| Stavby 25:1              | Gravfält                         |              | Stavby, Uppland     |       | 59.997599, 17.975634 | 10027000250001 | Ladda upp en bild av detta fornminne      |
| Stavby 26:1              | Stensättning                     |              | Stavby, Uppland     |       | 59.996884, 17.978046 | 10027000260001 | Ladda upp en bild av detta fornminne      |
| Stavby 27:1              | Husgrund, förhistorisk/medeltida |              | Stavby, Uppland     |       | 59.997602, 17.978760 | 10027000270001 | Ladda upp en bild av detta fornminne      |
| Stavby 27:2              | Husgrund, förhistorisk/medeltida |              | Stavby, Uppland     |       | 59.997435, 17.978663 | 10027000270002 | Ladda upp en bild av detta fornminne      |
| Stavby 27:3              | Husgrund, förhistorisk/medeltida |              | Stavby, Uppland     |       | 59.997248, 17.978559 | 10027000270003 | Ladda upp en bild av detta fornminne      |
| Stavby 28:1              | Gravfält                         |              | Stavby, Uppland     |       | 59.999525, 17.973507 | 10027000280001 | Ladda upp en bild av detta fornminne      |
| Stavby 29:1              | Gravfält                         |              | Stavby, Uppland     |       | 60.003408, 17.965972 | 10027000290001 | Ladda upp en bild av detta fornminne      |
| Stavby 30:1              | Röse                             |              | Stavby, Uppland     |       | 60.005524, 17.963828 | 10027000300001 | Ladda upp en bild av detta fornminne      |
| Stavby 30:2              | Hög                              |              | Stavby, Uppland     |       | 60.005902, 17.964274 | 10027000300002 | Ladda upp en bild av detta fornminne      |
| Stavby 30:3              | Röse                             |              | Stavby, Uppland     |       | 60.005878, 17.963450 | 10027000300003 | Ladda upp en bild av detta fornminne      |
| Stavby 30:4              | Stensättning                     |              | Stavby, Uppland     |       | 60.006049, 17.963418 | 10027000300004 | Ladda upp en bild av detta fornminne      |
| Stavby 31:1              | Gravfält                         |              | Stavby, Uppland     |       | 60.005864, 17.967024 | 10027000310001 | Ladda upp en bild av detta fornminne      |
| Stavby 32:1              | Gravfält                         |              | Stavby, Uppland     |       | 60.006478, 17.962913 | 10027000320001 | Ladda upp en bild av detta fornminne      |
| Stavby 33:1              | Stensättning                     |              | Stavby, Uppland     |       | 60.006809, 17.963948 | 10027000330001 | Ladda upp en bild av detta fornminne      |
| Stavby 33:2              | Stensättning                     |              | Stavby, Uppland     |       | 60.006697, 17.963730 | 10027000330002 | Ladda upp en bild av detta fornminne      |
| Stavby 34:1              | Gravfält                         |              | Stavby, Uppland     |       | 60.007456, 17.970703 | 10027000340001 | Ladda upp en bild av detta fornminne      |
| Stavby 35:1              | Hög                              |              | Stavby, Uppland     |       | 60.009997, 17.967977 | 10027000350001 | Ladda upp en bild av detta fornminne      |
| Stavby 35:2              | Stensättning                     |              | Stavby, Uppland     |       | 60.010048, 17.968259 | 10027000350002 | Ladda upp en bild av detta fornminne      |
| Stavby 35:3              | Hög                              |              | Stavby, Uppland     |       | 60.009710, 17.968527 | 10027000350003 | Ladda upp en bild av detta fornminne      |
| Stavby 35:4              | Stensättning                     |              | Stavby, Uppland     |       | 60.009706, 17.969193 | 10027000350004 | Ladda upp en bild av detta fornminne      |
| Stavby 37:1              | Gravfält                         |              | Stavby, Uppland     |       | 60.010122, 17.972120 | 10027000370001 | Ladda upp en bild av detta fornminne      |
| Stavby 38:1              | Stensättning                     |              | Stavby, Uppland     |       | 60.011360, 17.970054 | 10027000380001 | Ladda upp en bild av detta fornminne      |
| Stavby 41:1              | Stensättning                     |              | Stavby, Uppland     |       | 60.014821, 17.968119 | 10027000410001 | Ladda upp en bild av detta fornminne      |
| Stavby 42:1              | Gravfält                         |              | Stavby, Uppland     |       | 60.006611, 18.000097 | 10027000420001 | Ladda upp en till bild av detta fornminne |
| Stavby 43:1              | Gravfält                         |              | Stavby, Uppland     |       | 60.007129, 17.997125 | 10027000430001 | Ladda upp en bild av detta fornminne      |
| Stavby 45:1              | Gravfält                         |              | Stavby, Uppland     |       | 60.011638, 17.997047 | 10027000450001 | Ladda upp en bild av detta fornminne      |
| Stavby 46:1              | Gravfält                         |              | Stavby, Uppland     |       | 60.011244, 17.990276 | 10027000460001 | Ladda upp en bild av detta fornminne      |
| Stavby 48:1              | Gravfält                         |              | Stavby, Uppland     |       | 60.016350, 17.992569 | 10027000480001 | Ladda upp en bild av detta fornminne      |
| Stavby 52:1              | Gravfält                         |              | Stavby, Uppland     |       | 60.026064, 17.977445 | 10027000520001 | Ladda upp en bild av detta fornminne      |
| Stavby 56:1              | Gravfält                         |              | Stavby, Uppland     |       | 60.040248, 17.982052 | 10027000560001 | Ladda upp en bild av detta fornminne      |
| Tomtbacken (Stavby 57:1) | Stensättning                     |              | Stavby, Uppland     |       | 60.036856, 17.974651 | 10027000570001 | Ladda upp en bild av detta fornminne      |
| Asphagen (Stavby 58:1)   | Gravfält                         |              | Stavby, Uppland     |       | 60.035782, 17.976544 | 10027000580001 | Ladda upp en bild av detta fornminne      |
| Stavby 59:1              | Gravfält                         |              | Stavby, Uppland     |       | 60.041812, 17.974622 | 10027000590001 | Ladda upp en bild av detta fornminne      |
| Stavby 61:1              | Gravfält                         |              | Stavby, Uppland     |       | 60.042000, 17.970345 | 10027000610001 | Ladda upp en bild av detta fornminne      |
| Stavby 62:1              | Gravfält                         |              | Stavby, Uppland     |       | 60.024637, 18.003177 | 10027000620001 | Ladda upp en bild av detta fornminne      |
| Stavby 63:1              | Gravfält                         |              | Stavby, Uppland     |       | 60.025916, 18.003978 | 10027000630001 | Ladda upp en bild av detta fornminne      |
| Stavby 65:1              | Stensättning                     |              | Stavby, Uppland     |       | 60.027084, 18.002342 | 10027000650001 | Ladda upp en bild av detta fornminne      |
| Stavby 65:2              | Stensättning                     |              | Stavby, Uppland     |       | 60.027228, 18.002302 | 10027000650002 | Ladda upp en bild av detta fornminne      |
| Stavby 66:1              | Gravfält                         |              | Stavby, Uppland     |       | 60.027028, 18.006301 | 10027000660001 | Ladda upp en bild av detta fornminne      |
| Stavby 67:1              | Gravfält                         |              | Stavby, Uppland     |       | 60.025948, 18.012818 | 10027000670001 | Ladda upp en bild av detta fornminne      |
| Stavby 68:1              | Gravfält                         |              | Stavby, Uppland     |       | 60.025835, 18.014319 | 10027000680001 | Ladda upp en bild av detta fornminne      |
| Stavby 70:1              | Gravfält                         |              | Stavby, Uppland     |       | 60.026472, 18.016504 | 10027000700001 | Ladda upp en bild av detta fornminne      |
| Stavby 71:1              | Stensättning                     |              | Stavby, Uppland     |       | 60.031114, 18.016163 | 10027000710001 | Ladda upp en bild av detta fornminne      |
| Stavby 71:2              | Stensättning                     |              | Stavby, Uppland     |       | 60.031050, 18.015931 | 10027000710002 | Ladda upp en bild av detta fornminne      |
| Stavby 71:3              | Stensättning                     |              | Stavby, Uppland     |       | 60.030933, 18.016198 | 10027000710003 | Ladda upp en bild av detta fornminne      |
| Stavby 71:4              | Stensättning                     |              | Stavby, Uppland     |       | 60.030932, 18.015929 | 10027000710004 | Ladda upp en bild av detta fornminne      |
| Stavby 72:1              | Röse                             |              | Stavby, Uppland     |       | 60.028851, 18.017692 | 10027000720001 | Ladda upp en bild av detta fornminne      |
| Stavby 73:1              | Gravfält                         |              | Stavby, Uppland     |       | 60.027020, 18.017926 | 10027000730001 | Ladda upp en bild av detta fornminne      |
| Stavby 74:1              | Gravfält                         |              | Stavby, Uppland     |       | 60.006063, 18.004708 | 10027000740001 | Ladda upp en bild av detta fornminne      |
| Stavby 76:1              | Gravfält                         |              | Stavby, Uppland     |       | 60.013848, 18.002830 | 10027000760001 | Ladda upp en bild av detta fornminne      |
| Stavby 77:1              | Stensättning                     |              | Stavby, Uppland     |       | 59.977349, 18.045058 | 10027000770001 | Ladda upp en bild av detta fornminne      |
| Stavby 78:1              | Gravfält                         |              | Stavby, Uppland     |       | 60.007758, 17.965240 | 10027000780001 | Ladda upp en bild av detta fornminne      |
| Stavby 79:1              | Fornborg                         |              | Stavby, Uppland     |       | 59.987721, 17.971521 | 10027000790001 | Ladda upp en bild av detta fornminne      |
| Stavby 79:2              | Gravfält                         |              | Stavby, Uppland     |       | 59.987737, 17.971498 | 10027000790002 | Ladda upp en bild av detta fornminne      |
| Stavby 80:1              | Stensättning                     |              | Stavby, Uppland     |       | 59.992552, 17.979025 | 10027000800001 | Ladda upp en bild av detta fornminne      |
| Stavby 81:1              | Stensättning                     |              | Stavby, Uppland     |       | 59.995080, 17.980937 | 10027000810001 | Ladda upp en bild av detta fornminne      |
| Stavby 81:2              | Stensättning                     |              | Stavby, Uppland     |       | 59.995057, 17.980739 | 10027000810002 | Ladda upp en bild av detta fornminne      |
| Stavby 83:1              | Stensättning                     |              | Stavby, Uppland     |       | 60.000240, 17.972677 | 10027000830001 | Ladda upp en bild av detta fornminne      |
| Stavby 83:2              | Stensättning                     |              | Stavby, Uppland     |       | 60.000072, 17.972634 | 10027000830002 | Ladda upp en bild av detta fornminne      |
| Stavby 84:1              | Stensättning                     |              | Stavby, Uppland     |       | 59.999369, 17.974925 | 10027000840001 | Ladda upp en bild av detta fornminne      |
| Stavby 85:1              | Stensättning                     |              | Stavby, Uppland     |       | 59.996613, 17.980655 | 10027000850001 | Ladda upp en bild av detta fornminne      |
| Stavby 85:2              | Stensättning                     |              | Stavby, Uppland     |       | 59.996707, 17.980899 | 10027000850002 | Ladda upp en bild av detta fornminne      |
| Stavby 85:3              | Stensättning                     |              | Stavby, Uppland     |       | 59.996858, 17.980823 | 10027000850003 | Ladda upp en bild av detta fornminne      |
| Stavby 86:1              | Stensättning                     |              | Stavby, Uppland     |       | 59.997747, 17.979876 | 10027000860001 | Ladda upp en bild av detta fornminne      |
| Stavby 101:1             | Stensättning                     |              | Stavby, Uppland     |       | 59.954821, 17.974361 | 10027001010001 | Ladda upp en bild av detta fornminne      |
| Stavby 102:1             | Röse                             |              | Stavby, Uppland     |       | 60.006974, 17.963374 | 10027001020001 | Ladda upp en bild av detta fornminne      |
| Stavby 111:1             | Fornborg                         |              | Stavby, Uppland     |       | 60.027692, 18.007122 | 10027001110001 | Ladda upp en bild av detta fornminne      |
| Stavby 115:1             | Röse                             |              | Stavby, Uppland     |       | 60.007852, 18.005977 | 10027001150001 | Ladda upp en bild av detta fornminne      |
| Stavby 116:1             | Gravfält                         |              | Stavby, Uppland     |       | 60.007805, 18.010696 | 10027001160001 | Ladda upp en bild av detta fornminne      |
| Stavby 117:1             | Stensättning                     |              | Stavby, Uppland     |       | 60.036505, 17.977823 | 10027001170001 | Ladda upp en bild av detta fornminne      |
| Stavby 118:1             | Stensättning                     |              | Stavby, Uppland     |       | 60.038111, 17.978969 | 10027001180001 | Ladda upp en bild av detta fornminne      |
| Stavby 119:1             | Stensättning                     |              | Stavby, Uppland     |       | 60.036855, 17.963736 | 10027001190001 | Ladda upp en bild av detta fornminne      |
| Stavby 122:1             | Gravfält                         |              | Stavby, Uppland     |       | 60.047468, 17.981180 | 10027001220001 | Ladda upp en bild av detta fornminne      |
| Stavby 131:1             | Stensättning                     |              | Stavby, Uppland     |       | 60.037531, 17.964227 | 10027001310001 | Ladda upp en bild av detta fornminne      |
| Stavby 131:2             | Stensättning                     |              | Stavby, Uppland     |       | 60.037408, 17.964358 | 10027001310002 | Ladda upp en bild av detta fornminne      |
| Stavby 132:1             | Stensättning                     |              | Stavby, Uppland     |       | 60.041401, 17.969468 | 10027001320001 | Ladda upp en bild av detta fornminne      |
| Stavby 201:1             | Gravfält                         |              | Stavby, Uppland     |       | 60.044071, 17.974896 | 10027002010001 | Ladda upp en bild av detta fornminne      |
| Stavby 202:1             | Gravfält                         |              | Stavby, Uppland     |       | 60.043820, 17.977804 | 10027002020001 | Ladda upp en bild av detta fornminne      |
| Stavby 203:1             | Gravfält                         |              | Stavby, Uppland     |       | 60.044951, 17.978934 | 10027002030001 | Ladda upp en bild av detta fornminne      |
| Stavby 204:1             | Gravfält                         |              | Stavby, Uppland     |       | 60.044102, 17.972112 | 10027002040001 | Ladda upp en bild av detta fornminne      |
| Stavby 205:1             | Gravfält                         |              | Stavby, Uppland     |       | 60.041720, 17.981229 | 10027002050001 | Ladda upp en bild av detta fornminne      |
| Stavby 206:1             | Lägenhetsbebyggelse              |              | Stavby, Uppland     |       | 60.045475, 17.971739 | 10027002060001 | Ladda upp en bild av detta fornminne      |
| Stavby 207:1             | Stensättning                     |              | Stavby, Uppland     |       | 59.998472, 17.965260 | 10027002070001 | Ladda upp en bild av detta fornminne      |
| Stavby 211               | Stensättning                     |              | Stavby, Uppland     |       | 59.982890, 17.923130 | 12000000109715 | Ladda upp en bild av detta fornminne      |